# Jacob Josefson
Jacob Josefson (* 2. März 1991 in Stockholm) ist ein ehemaliger schwedischer Eishockeyspieler und derzeitiger -funktionär, der im Verlauf seiner aktiven Karriere zwischen 2007 und 2021 unter anderem 321 Spiele für die  New Jersey Devils und Buffalo Sabres in der National Hockey League (NHL) auf der Position des Centers bestritten hat.

## Karriere

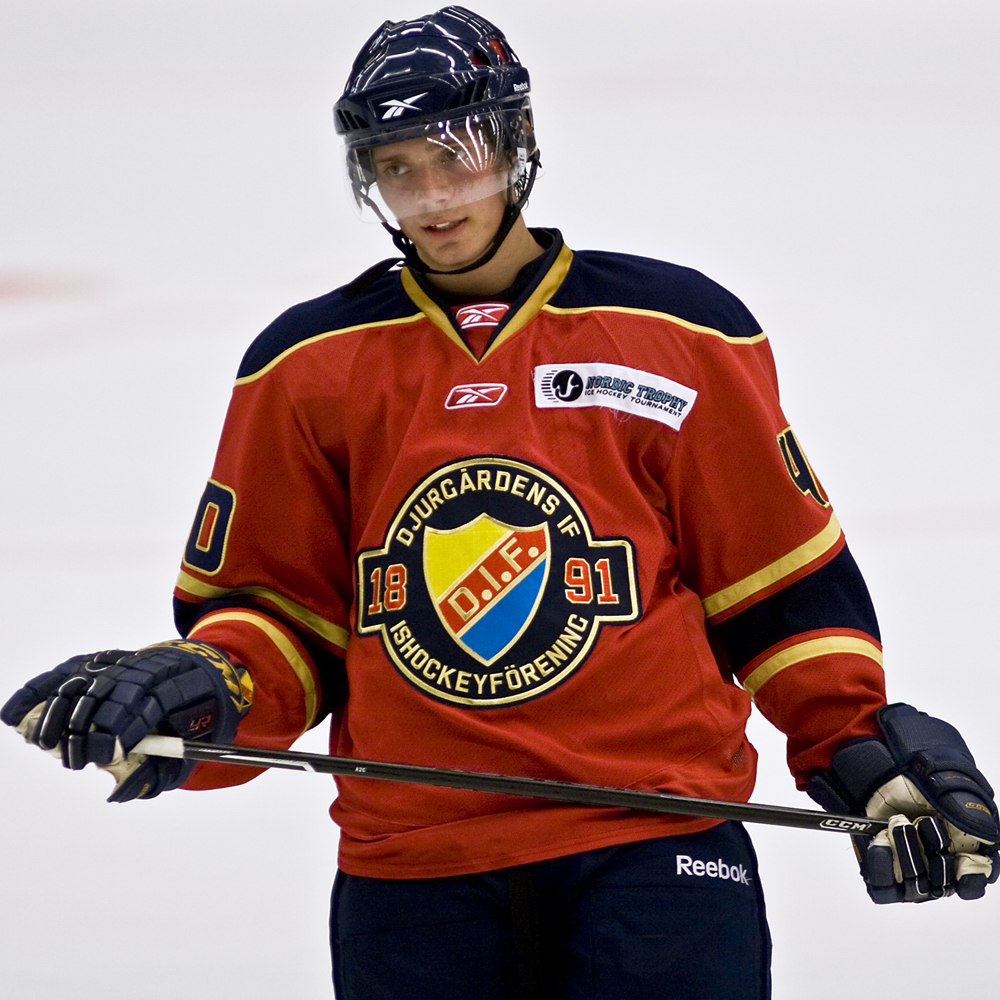
Josefson im Trikot von Djurgårdens IF (2009)

Jacob Josefson begann seine Karriere im Alter von fünf Jahren beim Göta IK, wo auch seine älteren Brüder trainierten. Im Alter von zehn Jahren wechselte er zum Hammarby IF, blieb dort jedoch nur ein Jahr und schloss sich dem Djurgårdens IF an. Dort durchlief er die Nachwuchsmannschaften und spielte ab 2005 für das U18-Team des Vereins in der höchsten U18-Spielklasse. In der Saison 2007/08, am 28. Februar 2008, debütierte er in der Elitserien im Spiel gegen den Timrå IK, kam aber ansonsten in der U20-Mannschaft in der J20 SuperElit zum Einsatz. Am Saisonende wurde er erneut bei den U18-Junioren eingesetzt, mit denen er die schwedische Meisterschaft seiner Altersklasse gewann. Ab der Spielzeit 2008/09 gehörte er fest zum Elitserienkader des Vereins.
Beim NHL Entry Draft 2009 wurde der Schwede in der ersten Runde an 20. Position von den New Jersey Devils aus der National Hockey League (NHL) ausgewählt, die ihn zur Saison 2010/11 mit einem Zweiwegevertrag ausstatteten. Josefson gab zu Saisonbeginn sein Debüt im Farmteam für die Albany Devils in der American Hockey League (AHL), ehe er im Saisonverlauf in den NHL-Kader der New Jersey Devils berufen wurde und sein Debüt in der NHL gab. Nach sieben Jahren in der Organisation der Devils erhielt der Schwede keinen weiterführenden Vertrag, sodass er sich im Juli 2017 als Free Agent den Buffalo Sabres anschloss.
In der Folge kehrte Josefson im April 2018 in seine schwedische Heimat zurück und unterzeichnete einen Vierjahresvertrag bei seinem Ausbildungsverein Djurgårdens IF. Gleich in seiner ersten Spielzeit nach seiner Rückkehr führte er den Hauptstadtklub als Gewinner des Guldhjälmen zur Vizemeisterschaft. Bereits im Jahr 2010 war Josefson mit Djurgården erst im Meisterschaftsfinale gescheitert. Nach dem Erfolg nahmen die Leistungen des Angreifers merklich ab. In seinem letzten Vertragsjahr kam er verletzungsbedingt nicht mehr zum Einsatz, woraufhin der 31-Jährige seine aktive Karriere im Sommer 2022 beendete. Er blieb seinem Heimatklub jedoch treu, da er im Management eine Folgeanstellung erhielt.

### International

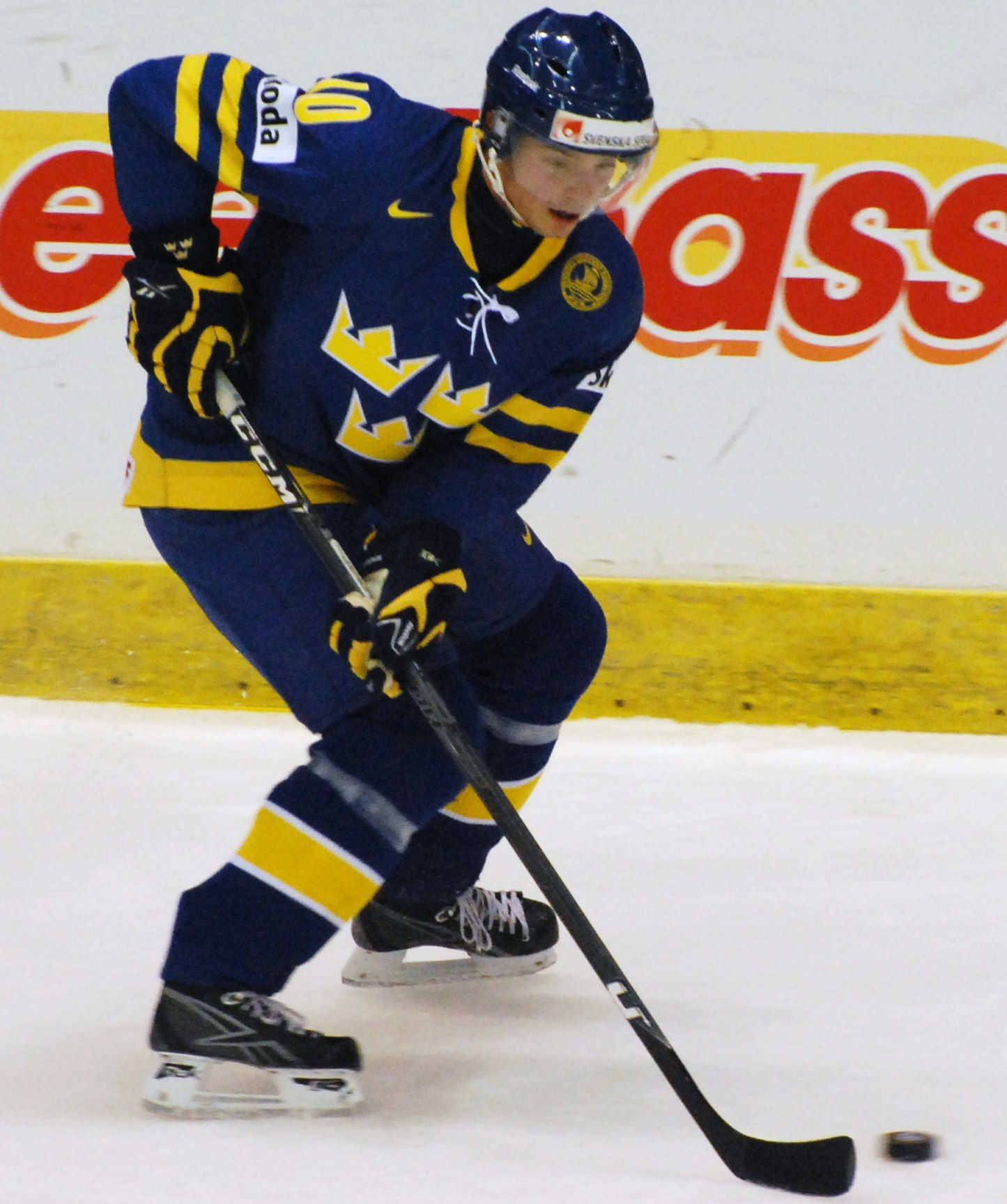
Josefson als Spieler der schwedischen U20-Nationalmannschaft (2009)

In der Nationalmannschaft debütierte er bei der Weltmeisterschaft 2015, wo die schwedische Auswahl den fünften Platz belegte. Zuvor hatte er im Juniorenbereich an den U18-Junioren-Weltmeisterschaften der Jahre 2008 und 2009 sowie den U20-Junioren-Weltmeisterschaften der Jahre 2009 und 2010 teilgenommen. Im Rahmen der U20-Turniere hatte der Stürmer je eine Silber- und Bronzemedaille gewonnen.

## Erfolge und Auszeichnungen
- 2008 Schwedischer U18-Meister mit Djurgårdens IF
- 2010 Schwedischer Vizemeister mit Djurgårdens IF
- 2019 Schwedischer Vizemeister mit Djurgårdens IF
- 2019 Guldhjälmen

### International
- 2009 Silbermedaille bei der U20-Junioren-Weltmeisterschaft
- 2010 Bronzemedaille bei der U20-Junioren-Weltmeisterschaft

## Karrierestatistik

### International
Vertrat Schweden bei:
| - U18-Junioren-Weltmeisterschaft 2008 - U20-Junioren-Weltmeisterschaft 2009 - U18-Junioren-Weltmeisterschaft 2009 | - U20-Junioren-Weltmeisterschaft 2010 - Weltmeisterschaft 2015 |

(Legende zur Spielerstatistik: Sp oder GP = absolvierte Spiele; T oder G = erzielte Tore; V oder A = erzielte Assists; Pkt oder Pts = erzielte Scorerpunkte; SM oder PIM = erhaltene Strafminuten; +/− = Plus/Minus-Bilanz; PP = erzielte Überzahltore; SH = erzielte Unterzahltore; GW = erzielte Siegtore; 1 Play-downs/Relegation; Kursiv: Statistik nicht vollständig)